# Doda (India)
Doda (en cachemir: डोडा ) es una localidad de la India capital del distrito de Doda, en el estado de Jammu y Cachemira.

## Geografía
Se encuentra a una altitud de 1 149 m s. n. m. a 143 km de la capital estatal, Srinagar, en la zona horaria UTC +5:30.

## Demografía
Según estimación 2010 contaba con una población de 20 005 habitantes.